# İnci
İnci ist ein türkischer weiblicher Vorname mit der Bedeutung „Perle“, der auch als Familienname auftritt.

## Namensträger

### Vorname
- İnci Öğüt (* 1999), türkische Tennisspielerin
- Sefa İnci Suvak, türkisch-deutsche Hörfunk-Journalistin

### Familienname
- Arman İnci (* 1991), deutscher Schauspieler
- Bilal İnci (1936–2005), türkischer Schauspieler
- Elif İnci (* 1973), türkische Schauspielerin